# James Alexander Shohat
James Alexander Shohat (também Jacques Chokhate (ou Chokhatte); Brest, Bielorrússia, 18 de novembro de 1886 – Filadélfia, 8 de outubro de 1944) foi um matemático estadunidense, professor da Universidade da Pensilvânia.
Foi palestrante convidado do Congresso Internacional de Matemáticos em Toronto (1924), Bolonha (1928) e Zurique (1932).

## Publicações selecionadas
- «On a general formula in the theory of Tchebycheff polynomials and its applications». Trans. Amer. Math. Soc. 29 (3): 569–583. 1927. MR 1501405. doi:10.1090/s0002-9947-1927-1501405-8
- «A simple method for normalizing Tchebycheff polynomials and evaluating the elements of the allied continued fractions». Bull. Amer. Math. Soc. 33 (4): 427–432. 1927. MR 1561395. doi:10.1090/s0002-9904-1927-04396-8
- com J. Sherman: «On the numerators of the continued fraction». Proc Natl Acad Sci U S A. 18 (3): 283–287. 1932. PMC 1076208. PMID 16587678. doi:10.1073/pnas.18.3.283
- «On the development of functions in a series of polynomials». Bull. Amer. Math. Soc. 41 (2): 49–82. 1935. MR 1563024. doi:10.1090/s0002-9904-1935-06007-0
- «Mechanical quadratures, in particular, with positive coefficients». Trans. Amer. Math. Soc. 42 (3): 461–496. 1937. MR 1501930. doi:10.1090/s0002-9947-1937-1501930-6[3]
- «A differential equation for orthogonal polynomials». Duke Math. J. 5 (2): 401–417. 1939. MR 1546133. doi:10.1215/s0012-7094-39-00534-x[4]
- com J. D. Tamarkin: The problem of moments. Col: Mathematical Surveys, vol. 1. New York: AMS. 1943. OCLC 622772715[5]
- «On van der Pol's and non-linear differential equations». J. Appl. Phys. 15 (7): 568–574. 1944. doi:10.1063/1.1707470[6]